# Umbonia orozimbo
Umbonia orozimbo is een halfvleugelig insect uit de familie bochelcicaden (Membracidae). De soort werd voor het eerst wetenschappelijk beschreven door Léon Marc Herminie Fairmaire in 1846. De soort behoorde lange tijd tot het geslacht Physoplia.

## Uiterlijke kenmerken
Aan de bovenzijde van het lichaam is een stekelachtige structuur aanwezig die lijkt op een doorn. De mannetjes zijn gemakkelijk van de vrouwtjes te onderscheiden door deze stekel, die van de mannetjes is namelijk veel langer dan die van vrouwtjes en het uiteinde is afgeplat, bij vrouwtjes is het uiteinde doornachtig. Deze stekel is naar achteren gekromd.